# Comerț echitabil
Comerțul echitabil este un sistem de schimb de bunuri care are în vedere distribuirea uniformă a profitului de la producător la vânzătorul final. 
Comerțul echitabil este promovat de 
- organizații nonguvernamentale (ONG-uri)
- organizații comunitare (eng. Communities)
- asociații profesionale 
  - ex: ale producătorilor de un anumit produs agricol
- mișcări ecologiste 
  - ex: In Zanzibar este promovată cultivarea ierbii de mare de către localnicii îndrumați de ecologiști. Iarba de mare este folosită pentru cosmetice și pentru obținerea unui gel pentru înghețate fără chimicale.

1. 1 Comerțul intern

Acest sistem este opus marilor corporații internaționale care tind să monopolizeze toate verigile lanțului: producție, transport, vânzare en gros, vânzare cu amănuntul. Unele corporații au și bănci cu capital propriu, astfel încât până și dobânzile rămân tot corporației. Scopul corporațiilor este realizarea monopolului pentru un produs, pentru a controla prețul.
Cel mai mare profit aparține vânzătorului cu amănuntul, lăsând în sărăcie producătorii agricoli, meseriașii, salariații din uzinele transformare și de producție. 
1. 1.2 Exemplu de produs cu preț ne-echitabil pentru produsul roșiile (tomatele)

In România, în 2011, anul agricol a fost excelent datorită condițiilor meteorologice favorabile. Așa s-a ajuns la recolte foarte bune. Producția de roșii (tomate) a fost abundentă, la sate roșiile se găseau la vânzare cu 0,5 RON - 0,6 RON. Acesta era prețul la producător. Prețul la hipermarket ajungea la 2 - 3 RON, adică 400% - 600% față de prețul la producător. Evident, profitul a fost încasat în proporție covârșitoare de hipermarketuri și nu de producători, transportatori, etc. Un produs derivat din roșii este bulionul, care se regăsea pe raftul hypermarketului cu 7,90 RON, adică 1580% față de prețul de la poarta producătorului de roșii, în condițiile în care salariații din fabricile de alimente au salarii lunare maxim de 400 euro.
Există producători care s-au adaptat acestei situații, cum ar fi magazinele de la orașe cu produse lactate și mezeluri ale sătenilor din regiunile Sibiu, Suceava etc. Aceste produse se remarcă prin lipsa conservanților (așa zisele E-uri, cel mai adesea compuși chimici de sinteză - care poluează mediul, toxici, cancerigeni) ele fiind conservate prin uscare, sărare, afumare, spre deosebire de conservarea prin adăugarea de nitriți, acid ascorbic, metabisulfit etc.
De remarcat este și calitatea roșiilor din UE de Sud-Est și din America Centrală, care sunt parfumate, zemoase (la tăiere lasă zeamă - spre deosebire de cele din SUA și Canada care sunt seci), după cum au declarat cetățeni SUA pe televiziunile românești.
De criticat este și politica agricola a UE sau SUA, care subvenționează culturile chimizate în dauna celor nechimizate.